# Orecchio Acerbo
Orecchio Acerbo è una casa editrice per ragazzi fondata a Roma nel 2001 e diretta da Fausta Orecchio e Simone Tonucci. 

## Storia e attività
Il nome della casa editrice, oltre a coincidere col cognome della fondatrice, richiama il titolo di una filastrocca di Gianni Rodari (Un signore maturo con un orecchio acerbo). Nel 2012 è stata acquisita dalla Fandango libri, che ha mantenuto il marchio editoriale. 
La casa editrice si segnala per la qualità delle illustrazioni e per la cura della grafica, personalizzata per ogni volume. Molte le edizioni di classici della letteratura per l'infanzia e di autori stranieri affermati. Tra gli autori/illustratori italiani si segnalano Maria Attanasio, Pierdomenico Baccalario, Andrea Bajani, Marco Baliani, Stefano Benni, Davide Calì, Giulia Caminito, Paolo Cognetti, Goffredo Fofi, Anna Lavatelli, Lia Levi, Fabian Negrin, Davide Orecchio, Roberto Piumini, Marco Taddei.

## Riconoscimenti
Già vincitrice nel 2004 del Premio Lo Straniero, alla casa editrice è stato riconosciuto nel 2017, nell'ambito della Bologna Children's Book Fair, il BOP – Bologna Prize for the Best Children’s Publishers of the Year, che premia ogni anno i migliori editori del mondo per aree geografiche. Vincitrice nel 2004 del Premio Andersen quale "Miglior progetto editoriale", e nel 2021 con Pulci nell’orecchio a cura di Fabian Negrin per la "Miglior collana di narrativa", la casa editrice ha visto ricevere il prestigioso riconoscimento quale "Miglior albo illustrato" nel 2010 a Hänsel e Gretel dei Fratelli Grimm, nel 2018 a ’45, di Maurizio Quarello, nel 2019 a La diga, di David Almond, con illustrazioni di Levi Pinfold, nel 2020 a Tutto cambia, di Anthony Browne, nel 2022 a Io parlo come un fiume di Jordan Scott, con illustrazioni di Sidney Smith; quale "Miglior libro fatto ad arte" nel 2013 a A che pensi? di Laurent Moreau, nel 2016 a Lei. Vivian Maier di Cinzia Ghigliano, quale "Miglior libro 0/6 anni" nel 2015 a Piccolo elefante cresce di Sesyle Joslin, con illustrazioni di Leonard Weisgard, quale "Miglior libro mai premiato" nel 2017 a Martedì di David Wiesner.